# 大舟寺
大舟寺（だいしゅうじ）は、兵庫県三田市の黄檗宗の寺院である。山号は式盧山。

## 縁起
1677年（延宝5年）、現在の場所に創立。

## 文化財
兵庫県指定文化財・天然記念物
- 大舟寺のカヤ[1]

## 交通・アクセス
- JR西日本福知山線三田駅から神姫バス波豆川行きで大舟寺前下車。
- バス停より 徒歩5分。